# Réuniondvärguv
Réuniondvärguv (Otus grucheti) är en utdöd fågel i familjen ugglor inom ordningen ugglefåglar som förekom på La Réunion. Den är enbart känd från benfynd och dog troligen ut snart efter ön koloniserades i början av 1600-talet. Liksom två andra utdöda arter från Maskarenerna placerades de tidigare i ett eget släkte, Mascarenotus, men genetiska studier visar att de står nära andra dvärguvsarter i Otus och förs därför numera dit, trots avvikande utseende. Även det svenska trivialnamnet har ändrats, från tidigare réunionuggla.